# EM Client
Az eM Client egy Windows és macOS alapú e-mail kliens e-mailek küldésére és fogadására, naptárak, feladatok, névjegyzék és jegyzetek kezelésére. A program tartalmaz csevegés funkciót is. A meglévő e-mail-kliensek és naptármegoldások felhasználóbarát alternatívájaként fejlesztették ki.
Az eM Client eredetileg 2007-ben jelent meg, és azóta rendszeresen jelenik meg friss verziója (a szoftver legutóbbi, 9-es verziója 2022 februárjában jelent meg).

## Jellemzők
Az eM Client számos funkcióval rendelkezik az e-mailek kezelésére, beleértve a fejlett szabálykezelést, a tömeges levélküldést, a késleltetett küldést (vagy küldés visszavonását), továbbá beépített fordítóval rendelkezik a bejövő és kimenő üzenetekhez. Támogatja az aláírásokat, a gyorsszöveget, valamint a címkézést és kategorizálást a könnyű keresés érdekében. Elérhetők a Válaszok figyelése és az E-mail elhalasztása funkciók, valamint a közvetlen felhőcsatolások olyan felhőszolgáltatásokból, mint a Dropbox, Google Drive, OneDrive, ownCloud vagy a Nextcloud.
Továbbá az eM Client nyújt egy GnuPG nyilvános kulcskereső szolgáltatást is (eM Keybook), hogy könnyebben lehessen titkosított kommunikációt folytatni másokkal e-mailben, és általánosságban egyszerűvé tegye a PGP-titkosítást az e-mail-kommunikációban.
Az eM Client 8.2-es verziója óta támogatja az online értekezletek kezelését is (Zoom, MS Teams és Google Meet segítségével).
Az eM Client lehetővé teszi a felülete széles körű testreszabását (beleértve a vizuális témaszerkesztőt is).

## E-mail-szolgáltatók támogatása
Az eM Client támogatja az összes főbb e-mail-platformot, beleértve az Exchange, Gmail, Google Workspace, Office365, ICloud és bármely POP3, SMTP, IMAP vagy CalDAV szervert.
Az automatikus beállítás a Gmail, az Exchange, az Office 365, az Outlook, az iCloud és más fontosabb e-mail-szolgáltatások esetén működik.  Számos levelezőből képes automatikusan importálni a beállításokat és adatokat.

## Szerverkompatibilitás
Az eM Client a következőkkel kompatibilis:
- Google Workspace
- iCloud
- MS Office 365
- MS Outlook (Outlook.com)
- MS Exchange
- IceWarp
- SmarterMail
- GMX FreeMail
- Kerio
- MDaemon
- Mailfence
- SOGo

## Rendszerkövetelmények
Windows esetén:
- Windows 7 vagy újabb
- 350 MB szabad hely a telepítéshez (+ további hely az adatoknak, amelyeket szükség esetén más meghajtón is tárolhatunk - mivel az eM Client nem korlátozza az adatbázisában tárolt e-mailek/adatok számát, az egyetlen korlát a a felhasználó merevlemeze)
- Minimum 2 GB RAM és 1.6 GHz-es CPU

Windows Terminál szerver esetében:
- A Windows Server 2012 és az újabb Windows szerverváltozatok támogatottak.

macOS esetén:
- Az OS X 10.11 és az újabb verziók támogatottak
- Hivatalosan csak az utolsó három macOS verzió támogatott, de ez megkerülhető a régebbi változatok használatával (pl. az eM Client 8 továbbra is fut az OSX El Capitan alatt).

Az eM Client a Microsoft .NET 6-ot használja.

## Fordítás
- Ez a szócikk részben vagy egészben  az   eM Client című angol Wikipédia-szócikk ezen változatának fordításán alapul.  Az eredeti cikk szerkesztőit annak laptörténete sorolja fel. Ez a jelzés csupán a megfogalmazás eredetét és a szerzői jogokat jelzi, nem szolgál a cikkben szereplő információk forrásmegjelöléseként.